# Biblioteca del Convento dei Cappuccini di Montughi

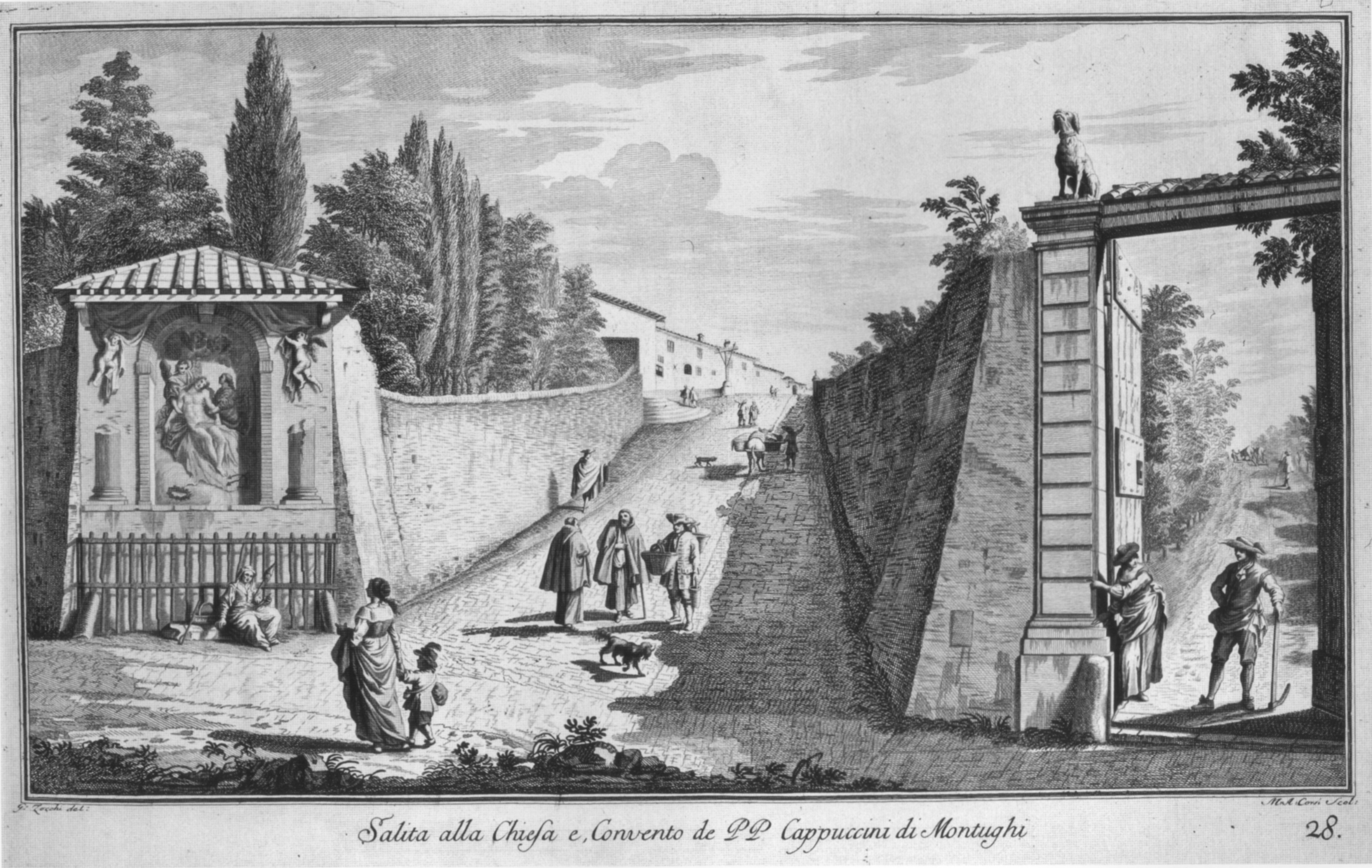
Salita alla Chiesa e Convento de PP Cappuccini di Montughi, 1744 (Im Hintergrund das Kloster, Standort der Bibliothek bis heute)

Die Biblioteca del Convento dei Cappuccini di Montughi (Provinzialbibliothek der Kapuziner von Montughi), auch geführt als Biblioteca provinciale dei Cappuccini, ist eine seit dem 16. Jahrhundert geführte Klosterbibliothek. Sie befindet sich in Florenz, Via dei Cappuccini 1. Ihr Bestand umfasst ca. 60.000 Einheiten.

## Geschichte
Die Bibliothek geht auf die Gründung des Klosters im Jahre 1572 zurück, nachdem Cosimo I. den  Kapuzinern dafür den Hügel von Montughi, heute im Stadtgebiet von Florenz, übereignet hatte. Die Fortführung der infolge dort entstandene Sammlung von Büchern des Kapuzinerklosters wurde schließlich unter Großherzog Leopold 1782 aufgegeben und verlor überdies Bestände während der napoleonischen Besatzung 1810 sowie an den italienischen Staat 1866. Dennoch blieb ein Großteil der Sammlung erhalten, weil sie in privaten Händen verwahrt worden war. Später wurde die Bibliothek der Kapuziner in Florenz durch Spenden und finanzielle Zuwendungen aus verschiedenen alten Kapuzinerklöstern sowie durch Neuerwerbungen bereichert.

## Bestände

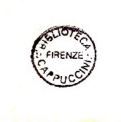
Alter Stempel der Bibliothek

Der Bestand der Bibliothek der Kapuziner in Florenz umfasst literarische, theologische und historische Werke, sowie insbesondere auch Werke zur Geschichte und Kultur der Toskana und über die Franziskaner. Heute ist ein Bestand von etwa 60.000 Bänden verzeichnet, darunter auch etwa 4000 Einblattdrucke. Die Bibliothek hält 60 Inkunabeln und jeweils ca. 2000 Bände des 16. und 17. Jahrhunderts. Insgesamt 1610 Datensätze sind in den L.A.I.T., den Libri antichi in Toscana 1501–1885, erfasst.
Im Oktober 2014 meldete die internationale Vereinigung der Antiquare (ILAB) Bücherdiebstähle aus der Bibliothek der Kapuziner in Florenz.